# マイルストーン (プロジェクト管理)
マイルストーン (英: milestone)は、プロジェクト管理において遅延が許されない節目となる工程のこと。マイルストーンは、プロジェクトの開始日と終了日、または外部レビューまたは入力と予算のチェックの必要性などの重要なイベントのアンカー (錨) のことを示すこともある。
多くの場合、マイルストーンはプロジェクトの期間に影響を与えない。マイルストーンは、プロジェクトを成功裏に達成するために到達しなければならない主要な工程として機能する。 

## スケジューリングでのマイルストーンの使用
マイルストーンは、プロジェクトのスケジューリングに大きな価値をもたらす。プログラム・エバリューション・アンド・レビュー・テクニック（PERT）やクリティカルパス法（CPM）などのスケジューリング方法と組み合わせると、プロジェクトマネージャはマイルストーンを設定することで、プロジェクトが予定通り進捗しているかをはるかに正確に判断できる。マイルストーンに関連付けられた日付を制約することにより、プロジェクト全体に加えて、主要なスケジュール間隔のクリティカルパスを決定できる。スラック/フロートは、各スケジュール間隔で計算することもできる。プロジェクトスケジュールを間隔に分割することで、スケジュールの問題を早期に示し、完了が重要な活動をより適切に把握できる。
マイルストーンは、プロジェクトのダッシュボードレビューのようなものである。プロジェクトの開始時に計画された活動の数と個々の期間の進捗状況がレビューされる。プロジェクトの状態を確認する機会でもある。
マイルストーンは進捗状況を監視するために頻繁に使用されるが、その有効性には限界がある。それらは通常、クリティカルパスでのみ進行状況を示し、クリティカルでない活動を無視する。マイルストーンを確実に達成するために、リソースを重要でない活動から重要な活動に移動するのが一般的であるので、実際にいくつかの活動が無視されているときに、プロジェクトがスケジュールどおりに進んでいるという印象を与えてしまう。